# Ego Trip (album de Kurtis Blow)
Pour les articles homonymes, voir Ego Trip.
Albums de Kurtis Blow
The Best Rapper on the Scene
(1983) America
(1985)
Singles
1. 8 Million Stories
Sortie : 1984

Ego Trip est le quatrième album studio de Kurtis Blow, sorti en 1984.
L'album s'est classé 18e au Top R&B/Hip-Hop Albums et 83e au Billboard 200.

## Liste des titres
| 1. | 8 Million Stories (featuring Run–DMC) | | 7:45 |
| 2. | AJ Scratch                            | Kool Is Back de Funk, Inc. The Breaks de Kurtis Blow Bounce, Rock, Skate, Roll de Vaughan Mason & Crew Take Me to the Mardi Gras de Bob James I Can't Stop de John Davis and the Monster Orchestra | 5:45 |
| 3. | Basketball                            | Charge (Fanfare) de Tommy Walker | 6:22 |

| 1. | Under Fire                 | Spoonin' Rap de Spoonie Gee | 7:23 |
| 2. | I Can't Take It No More    |                             | 4:15 |
| 3. | Ego Trip                   |                             | 5:35 |
| 4. | Fallin' Back in Love Again |                             | 5:20 |